# Jakub Mazurek
Jakub Mazurek (ur. 15 sierpnia 1981 w Świebodzinie) – polski aktor, reżyser filmowy i telewizyjny pochodzący ze Zbąszynka.
W 2006 roku ukończył studia na Wydziale Aktorskim PWSFTviT w Łodzi.

## Życie prywatne
Jest rozwiedziony. Ma troje dzieci. Z pierwszego małżeństwa córkę Julię urodzoną w 2011 oraz syna i córkę z kolejnego związku.

## Filmografia
- 2003: Wysłannicy Gai jako chłopak (odc. 8)
- 2005: Ucieczka (etiuda szkolna)
- 2005: 9.99 (etiuda szkolna)
- 2005–2006: Pierwsza miłość jako kelner Jacek
- 2006: Wielki bobby (spektakl telewizyjny) jako Peter
- 2006: Udany dzień (etiuda szkolna) jako Ringo
- 2007: Twarzą w twarz jako chłopak z plecakiem (odc. 3)
- 2007: Teczka (etiuda szkolna) jako robotnik
- 2007: Plebania jako Melon (odc. 923, 946–948)
- 2007: Determinator jako Maciej Kmiecik, syn prezydenta (odc. 5–6, 13)
- 2008: Trzeci oficer jako technik (odc. 1, 3, 5–7)
- 2008: Teraz albo nigdy! jako Jacek (odc. 1–2)
- 2008: Glina jako Ryży (odc. 18, 24)
- 2008, 2010: Czas honoru jako Aleksander Głowacki, brat Hanny (odc. 10–12, 30)
- 2009: Sprawiedliwi jako Zygmunt Lipiński
- 2009: Blondynka jako szwagier Węcławiaka (odc. 4)
- 2010: Milczenie jest złotem jako Rocky
- 2010: Joanna
- 2010–2013: Hotel 52 jako barman Robert
- 2011: Przepis na życie jako Leszek (odc. 3)
- 2011: Plebania jako kierownik marketu (odc. 1814, 1817–1818, 1822–1824, 1826, 1828–1829)
- 2011: Linia życia jako Tomasz Bystry
- 2012: Na dobre i na złe jako Miron (odc. 502)
- 2012: Hans Kloss. Stawka większa niż śmierć jako pracownik kontrwywiadu
- 2013–2017: Pierwsza miłość jako Filip Mazur
- 2013: Wałęsa. Człowiek z nadziei jako tajniak
- 2014: Sama słodycz jako Radosław, partner Marianny (odc. 1–2, 4–6)
- 2014, 2016: Przyjaciółki jako Dominik (odc. 47, 76)
- 2014: Ojciec Mateusz jako Bartosz „Gimbus” Migielski (odc. 138)
- 2014: Miasto 44 jako lektor komunikatów powstańczych
- 2014: Lekarze jako mecenas Marian Lasek (odc. 47–49)
- 2015: Uwikłani jako policjant Waldemar Bajdar (odc. pt. „Janusz. Dramat ojca”)
- 2015: Ojciec Mateusz jako Roman Parnel (odc. 178)
- 2015: O mnie się nie martw jako Lisiecki, sąsiad Igi (odc. 23, 25–26)
- 2015: Barwy szczęścia jako Franciszek (odc. 1379–1381, 1383, 1385)
- 2016: Sługi boże jako barman
- 2016: Bodo jako ispicjent (odc. 6)
- 2016: Belfer jako funkcjonariusz CBŚ (odc. 6)
- 2017: Lekarze na start jako lekarz radiolog
- 2017: Druga szansa jako dziennikarz (odc. 13)
- 2018: Korona królów jako Kiejstut Giedyminowic, brat Aldony Anny (odc. 15–18)
- 2018: Za marzenia jako charakteryzator Robuś
- 2018: Jak pies z kotem jako student reżyserii
- 2020: Szadź jako komisarz Marczak

### Teatr
- 2005: Jak wam się podoba? Las jako Jakub, reż. Jan Maciejowski, Teatr Studyjny PWSFTviT, Łódź
- 2006: Paw królowej  reż. Łukasz Kos, Teatr Studyjny PWSFTviT, Łódź
- 2006: Zmierzch długiego dnia jako Edmund Tyrone, reż. Romuald Szejd, Teatr „Scena Prezentacje”, Warszawa